# IC 1149
IC 1149 — галактика типу Sbc (компактна витягнута спіральна галактика) у сузір'ї Змія.
Цей об'єкт міститься в оригінальній редакції індексного каталогу.